# Mary Randová
Mary Denise Randová (později – již po skončení atletické kariéry Toomeyová, poté Reeseová, rozená Bignalová, * 10. února 1940, v historickém městečku Wells v hrabství Somerset na jihozápadě Anglie) je bývalá britská atletka, olympijská vítězka a světová rekordmanka ve skoku do dálky, historicky první britská žena, která vybojovala na olympijských hrách zlatou medaili v atletice. Je nositelkou Řádu Britského impéria (MBE). V době její největší slávy se pro ni díky novinářům i veřejnosti vžil přídomek Zlaté děvče (Golden Girl). Na hrách Commonwealthu (zúčastnila se jich v letech 1958 a 1966) startovala v barvách Anglie.

## Atletická kariéra
Na britskou atletickou scénu vstoupila už ve svých 16 letech, kdy se objevila na 6. místě britských tabulek sezóny 1956 ve skoku do výšky.
Své první olympijské medaili byla dvacetiletá Mary Bignalová blízko už na olympijských hrách v Římě v roce 1960: v kvalifikaci skoku do dálky dosáhla výborného výkonu 6,33 m (nový britský rekord a také nový rekord Commonwealthu, který do té doby výkonem 6,28 m z roku 1954 držela novozélandská olympijská vítězka Yvette Williamsová). Tento výkon by později ve finále stačil na stříbrnou medaili. Ve finálovém boji však Bignalová po dvou přešlapech skočila pouze 6,01 m a skončila až na 9. místě. Lépe dopadla v olympijském finále na 80 metrů překážek, kde doběhla čtvrtá v čase 11,1 sekundy. Britská štafeta na 4 × 100 m, ve které byla Mary Bignalová postavena na poslední úsek, sice v Římě postoupila do finále, ale nedoběhla v něm do cíle. Atletka, rozčarovaná z římského neúspěchu, se pak na čas z atletické dráhy vytratila a dala přednost rodinným povinnostem – vdala se a měla dcerku. Dokázala se však k vrcholové atletice vrátit.
Jejím prvním mezinárodním úspěchem byly dvě bronzové medaile na mistrovství Evropy v Bělehradě v roce 1962 – v soutěži dálkařek a ve štafetě 4 × 100 metrů.
Na olympiádě v Tokiu v roce 1964 získala dokonce tři medaile. Zvítězila ve finále dálkařek v novém světovém rekordu 6,76 m, skončila druhá v pětiboji a byla členkou bronzové britské štafety na 4 × 100 metrů. Do Tokia přijela s čerstvým britským rekordem 6,58 m jako jedna ze spolufavoritek skoku do dálky, ale před hrami jasně dominovala jiná dálkařka – sovětská světová rekordmanka Taťána Ščelkanovová, které patřily tři nejdelší skoky sezóny (6,70 m 4. července v Moskvě, 6,67 m 27. srpna v Kyjevě a 6,66 m 26. července v Los Angeles). Suverénkou dálkařské soutěže, pořádané hned první den atletické části tokijských her, se však stala Mary Randová: už v kvalifikaci zlepšila olympijský rekord na 6,52 m. Ve finále vedla od prvního pokusu (6,56 m) až do závěrečné série. V druhém pokusu dosáhla výkonu 6,56 m, ve třetí sérii 6,57 m. Ve čtvrtých pokusech vytvořila další olympijský rekord (6,63 m) a v páté sérii překonala i při protivětru skokem 6,76 m světový rekord. V posledním pokusu skočila 6,61 m. Neměla ani jeden přešlap a i nejslabší z jejích šesti pokusů by stačil na stříbrnou medaili. Mary Randová se v tuto chvíli stala nejenom světovou rekordmankou a olympijskou vítězkou, ale také historicky první britskou ženou, která dokázala na olympijských hrách získat zlatou medaili v atletice. V Tokiu vybojovala zlatou medaili ještě její krajanka Ann Packerová, která vyhrála běh na 800 metrů, ten se ovšem běžel až šest dnů po finále dálky, 20.10.1964. Pozoruhodný byl i fakt, že se Velká Británie stala v Tokiu první zemí, která dokázala na jedněch hrách získat zlatou medaili jak v ženské, tak i mužské dálce: 18.10.1964 vyhrál mužský skok do dálky britský atlet Lynn Davies. Nikdy předtím (a dlouho potom) se to žádné jiné zemi nepodařilo – teprve v roce 1988 na olympijských hrách s Soulu získali zlaté medaile ve skoku do dálky Američané Carl Lewis a Jackie Joynerová-Kerseeová.
Po zlaté medaili ve skoku do dálky čekala Mary Randovou další disciplína – pětiboj. Ženský pětiboj (respektive ženský atletický víceboj jako takový) měl na hrách v Tokiu svou olympijskou premiéru a přihlásilo se do něj 21 závodnic ze 16 zemí. Mary Randová stála před střetnutím s těžkou a jen obtížně porazitelnou soupeřkou, kterou byla světová rekordmanka v této disciplíně, sovětská atletka Irina Pressová. Z tokijského pětiboje se nakonec stal sovětsko-britský duel: bo boku Mary Randové bojovala druhá britská pětibojařka, Mary Petersová ze Severního Irska. Ta nakonec skončila čtvrtá, ale za osm let se ve své disciplíně dočkala olympijské zlaté medaile – zvítězila v pětiboji na olympijských hrách v Mnichově. Už před startem bylo jasné, že první dvě disciplíny pětiboje (běh na 80 metrů překážek a vrh koulí) budou ve znamení mohutného nástupu Iriny Pressové. Na překážkách získala Pressová na olympijských hrách v Římě zlatou medaili a v kouli figurovala výkonem 17,21 metru na šestém místě jak světových tabulek roku 1964, tak i dlouhodobých světových tabulek. Hned na překážkách zaběhly Pressová a její krajanka Galina Bystrovová nejrychlejší čas (10,7 sekundy) z celého startovního pole. Mary Randová dosáhla času 10,9 sekundy. Dokonalý pokus předvedla Irina Pressová ve vrhu koulí – výkonem 17,16 metrů zůstala jen 5 centimetrů za svým osobním rekordem. Mary Randová poslala kouli do vzdálenosti 11,05 metru a náskok Pressové se stal obrovským. Pak ale přišly na řadu silné disciplíny Mary Randové. První den pětiboje končil skokem do výšky a v něm se Randová vypjala k vyrovnání osobního rekordu (1,72 m), zatímco Pressová skočila jen 1,63 metru. Silnými disciplínami Mary Randové byly i obě disciplíny druhého dne – skok do dálky a běh na 200 metrů. V dálce dosáhla Mary Randová výborného výkonu 6,55 metru (Pressová jen 6,24m) a dvoustovku vyhrála v čase 24,2 sekundy – Pressová doběhla do cíle v čase 24,7 sekundy. A přestože Mary Randová nakonec Irinu Pressovou v jednotlivých disciplínách porazila v poměru 3:2, vítězkou se (a navíc v novém světovém rekordu 5246 bodů) stala Pressová. Mary Randová ovšem vybojovala stříbrnou medaili a jako druhá žena na světě se svým výkonem 5035 dostala nad hranici pěti tisíc bodů, která byla do té doby vyhrazena právě jen Irině Pressové.

## Světové rekordy Mary Randové

### na otevřené dráze

#### 100 m překážek
14,3 Cardiff, 10.9.1966

#### skok do dálky
6,76 m Tokio, 14.10.1964

#### štafeta 4x110 yardů
45,2 Velká Británie (Madeleine Cobbová, MARY RANDOVÁ, Daphne Ardenová, Dorothy Hymanová) Londýn, 5.8.1963

#### trojskok
12,22 m Street, 18.6.1959
Ve své době nejlepší ženský trojskokanský výkon všech dob. Byl samozřejmě dosažen v době, kdy ženský trojskok nebyl oficiální disciplínou, proto samozřejmě nikdy nebyl předložen k ratifikaci. Byl dosažen v exhibici a rozběžiště mělo zřejmě dolů se svažující profil.

### v hale

#### skok do dálky
6,35 m Los Angeles, 13.2.1965

## Rekordy Commonwealthu Mary Randové
(všechny uvedené rekordy byly zároveň i národními rekordy Velké Británie.)

### skok do dálky
6,33 m Řím, 31.8.1960
6,35 m Londýn, 13.7.1963
6,44 m Londýn, 5.8.1963
6,53 m Londýn, 4.7.1964
6,58 m Londýn, 4.7.1964
6,59 m Tokio, 14.10.1964 (olympijský rekord)
6,63 m Tokio, 14.10.1964 (olympijský rekord)
6,76 m Tokio, 14.10.1964 (světový rekord, olympijský rekord)
Výkon 6,76 z olympijských her v Tokiu byl rekordem Commonwealthu 18 let – teprve v roce 1982 ho v Nice překonala Jennifer Innisová z Guyany skokem dlouhým 6,82 m.

### 100 m překážek
14,3 Cardiff 10.9.1966

### štafeta 4 × 100 m
44,0 (elektronicky 44,09) štafeta Velké Británie (Mary Randová na 2. úseku) Tokio 21.10.1964

## Mary Randová v atletických tabulkách své doby

### světové tabulky ve skoku do dálky žen v roce 1964
6.76 Mary Randová (Velká Británie), 1940, 1, Tokio 14.10.1964
6,70 Taťána Ščelkanovová (SSSR), 1937, 1, Moskva 4.7.1964
6,60 Irena Kirszensteinová (Polsko), 1946, 2, Tokio 14.10.1964
6,546 Willye Whiteová (USA), 1939, 2, Los Angeles 26.7.1964
6,49 Aida Čujková (SSSR), 1936, 1, Kyjev 12.9.1964
6,48 Hildrun Lauferová (NDR), 1939, 1, Liberec 18.7.1964
6,46 Berit Berthelsenová (Norsko), 1944, 1, Kodaň 19.7.1964
6,46 Viorica Viscopoleanuová (Rumunsko), 1939, 1, Bukurešť 12.9.1964
6,45 Helga Hoffmannová (SRN), 1937, 2, Lodž 13.9.1964
6,40 Ingrid Beckerová (SRN), 1942, 1, Kassel 28.5.1964

### dlouhodobé světové tabulky ve skoku do dálky žen k 31.12.1964
6.76 Mary Randová (Velká Británie), 1940, 1, Tokio 14.10.1964
6,70 Taťána Ščelkanovová (SSSR), 1937, 1, Moskva 4.7.1964
6,60 Irena Kirszensteinová (Polsko), 1946, 2, Tokio 14.10.1964
6,546 Willye Whiteová (USA), 1939, 2, Los Angeles 26.7.1964
6,49 Aida Čujková (SSSR), 1936, 1, Kyjev 12.9.1964
6,48 Hildrun Lauferová (NDR), 1939, 1, Liberec 18.7.1964
6,47 Vlasta Přikrylová (Československo), 1943, 1, Hradec Králové 14.7.1963
6,46 Berit Berthelsenová (Norsko), 1944, 1, Kodaň 19.7.1964
6,46 Viorica Viscopoleanuová (Rumunsko), 1939, 1, Bukurešť 12.9.1964
6,45 Helga Hoffmannová (SRN), 1937, 2, Lodž 13.9.1964

### světové tabulky v pětiboji žen v roce 1964
(1.den 80 m překážek, vrh koulí, skok do výšky / 2.den skok do dálky, 200 m)
5246 Irina Pressová (SSSR), 1939, 1, Tokio 16.-17.10.1964
5035 Mary Randová (Velklá Britálnie), 1940, 2, Tokio 16.-17.10.1964
4995 Galina Bystrovová (SSSR), 1934, 2, Kyjev 29.-30.8.1964
4823 Mary Petersová (Velká Británie), 1939, 1, Belfast 18.-19.8.1964
4790 Karin Balzerová (NDR), 1938, 1, Lipsko 23.-24.5.1964
4790 Dragica Stamejcicová (Jugoslávie), 1937, 5, Tokio 16.-17.10.1964
4775 Valentina Tichomirovová (SSSR), 1941, 1, Krasnodar 18.-19.10.1964
4772 Marija Zizjakovová (SSSR), 1935, 2, Moskva 4.-5.7.1964
4768 Inge Exnerová (NDR), 1940, 2, Lipsko 23.-24.5.1964
4767 Helen Frithová (Austrálie), 1939, 1, Melbourne 27.-28.2.1964

### dlouhodobé světové tabulky v pětiboji žen k 31.12.1964
5246 Irina Pressová (SSSR), 1939, 1, Tokio 16.-17.10.1964
5035 Mary Randová (Velklá Britálnie), 1940, 2, Tokio 16.-17.10.1964
4995 Galina Bystrovová (SSSR), 1934, 2, Kyjev 29.-30.8.1964
4995 Galina Bystrovová (SSSR), 1934, 2, Kyjev 29.-30.8.1964
4863 Taťána Ščelkanovová (SSSR), 1937, 1, 14.-15.8.1963
4823 Mary Petersová (Velká Británie), 1939, 1, Belfast 18.-19.8.1964
4790 Karin Balzerová (NDR), 1938, 1, Lipsko 23.-24.5.1964
4790 Dragica Stamejcicová (Jugoslávie), 1937, 5, Tokio 16.-17.10.1964
4775 Valentina Tichomirovová (SSSR), 1941, 1, Krasnodar 18.-19.10.1964
4772 Marija Zizjakovová (SSSR), 1935, 2, Moskva 4.-5.7.1964
4768 Inge Exnerová (NDR), 1940, 2, Lipsko 23.-24.5.1964